# 1743 w muzyce
Wydarzenia muzyczne w 1743 roku.

## Wydarzenia
- Georg Friedrich Händel – Dettingen Te Deum
- John Francis Wade – O come all Ye Faithful

## Urodzili się
- 19 lutego – Luigi Boccherini, włoski kompozytor i wiolonczelista (zm. 1805)